# FK Radnički Berane
Fudbalski Klub Radnički Berane (Фудбалски Клуб Раднички Беране) – czarnogórski klub piłkarski z siedzibą w Berane, działający w latach 2012–2018. Po sezonie 2017/18 klub wycofał się z rozgrywek Trećej ligi.

## Stadion
Klub rozgrywał swoje mecze domowe na stadionie Gradski Stadion w Berane, który mógł pomieścić 10 tys. widzów.

## Sezony
| Sezon      | Liga                                         | Poziom | Miejsce |
| Czarnogóra |                                              |        |         |
| 2013/14    | Treća liga – Severna regija (grupa północna) | III    | 1       |
| 2014/15    | Druga liga                                   | II     | 5       |
| 2015/16    | Druga liga                                   | II     | 4       |
| 2016/17    | Druga liga                                   | II     | 10      |
| 2017/18    | Treća liga – Severna regija (grupa północna) | III    | 10      |

## Sukcesy
- mistrzostwo Trećej crnogorskiej ligi (1): 2014 (awans do Drugiej crnogorskiej ligi).